# Kolor pieniędzy
Kolor pieniędzy (oryg. The Color of Money) – film z 1986 roku w reżyserii Martina Scorsese, ekranizacja powieści Waltera Tevisa pod tym samym tytułem.

## Obsada
- Paul Newman – Eddie Felson
- Tom Cruise – Vincent Lauria
- Mary Elizabeth Mastrantonio – Carmen
- Helen Shaver – Janelle
- John Turturro – Julian
- Bill Cobbs – Orvis
- Forest Whitaker – Amos

## Fabuła
Eddie Felson to doświadczony bilardzista, który już dawno wycofał się z gry. Pewnego dnia w jednej z knajp poznaje Vincenta Laurię - młodego i utalentowanego gracza. Wyjeżdżają na tournée po knajpach, gdzie Eddie uczy Vincenta wszystkich znanych sobie sztuczek. Jednak po pewnym czasie dochodzi między nimi do konfliktu, który doprowadzi do tego, że na turnieju w Atlantic City grają przeciwko sobie.

## Nagrody i nominacje
Oscary za rok 1986
- Najlepszy aktor - Paul Newman
- Najlepszy scenariusz adaptowany - Richard Price (nominacja)
- Najlepsza scenografia i dekoracje wnętrz - Boris Leven, Karen O’Hara (nominacja)
- Najlepsza aktorka drugoplanowa - Mary Elizabeth Mastrantonio (nominacja)

Złote Globy 1986
- Najlepszy aktor dramatyczny - Paul Newman (nominacja)
- Najlepsza aktorka drugoplanowa - Mary Elizabeth Mastrantonio (nominacja)